# أركليد (تشيشير)
أركليد (بالإنجليزية: Arclid)‏ هي قرية وأبرشية مدنية تقع في المملكة المتحدة في إنجلترا. يقدر عدد سكانها بـ 199 نسمة .